# Почтовые индексы в Молдове
Почтовые индексы в Молдавии представляют собой четырёхзначный цифровой код (с буквенным префиксом MD) и используются для почтового обслуживания в стране, осуществляемого компанией Poşta Moldovei.

## Описание
Применяемые в Молдавии почтовые индексы являются алфавитно-цифровыми. Они состоят из двухзначного буквенного префикса MD (в соответствии со стандартом ISO 3166-1 alpha-2, за которыми идут дефис и четыре цифры, например, для Кишинёва — MD-2000. Первая цифра указывает на соответствующую почтовую зону, остальные означают меньшие административные единицы или районы и улицы в пределах городской территории.

## История
В 1970 году на всей территории СССР, включая Молдавскую ССР, стали употребляться шестизначные цифровые почтовые индексы (27NNNN). Они продолжали использоваться ещё некоторое время после обретения Республикой Молдова независимости (в 1991), а затем в почтовую практику были введены современные четырёхзначные индексы.